# Артоа
Артоа (фр. L'Artois, хол. Artesië) је историјска провинција на северу Француске. Има површну од око 4000 km² и око милион становника. Највећи градови су: Арас, Сен Омер, Ленс и Бетин. Заузима унутрашњост департмана Па де Кале, изузев његовог западног дела. 
Ово подручје је западна ивица области рудника угља која се наставља на департман Север и централну Белгију. 
Артоа је у почетку био засебан феуд који је припојила Фландрија. Француска је добила Артоа као мираз фламанске принцезе 1180. Наслеђем је 1384. припао Бургундском војводству. После смрти Шарла Смелог, област је припала шпанској лози Хабзбурга. Француска је коначно завладала облашћу Артоа после Тридесетогодишњег рата. Ово је потврђено Пиринејским уговором 1659. Иако је у области и раније коришћен француски језик, Артоа се до тада сматрао делом Низоземске. 
Област Артоа је била веома просперитетна у другој половини 19. века услед значаја производње угља. Први светски рат је овој области донео тешка разарања, јер се налазила на самом фронту. Од друге половине 20. века Артоа је у економском паду због мањег значаја рудника угља. 